# CFOM-FM
CFOM-FM, publicisée sous l'appellation Rythme 102.9, est une station de radio québécoise appartenant à Cogeco Média et diffusant dans la ville de Québec à la fréquence 102,9 MHz avec une puissance de 32 800 watts à partir du Mont Bélair. Elle était autrefois la tête du réseau Souvenirs Garantis. Elle diffuse de la musique populaire des années 1980 à la période contemporaine.

## Historique

### CFLS
CFLS a été lancé le 3 décembre 1967 sur la bande AM à la fréquence 1 240 kHz avec une puissance de 250 watts par la compagnie Levis-Lauzon Tribune et les studios étaient situés sur la route Trans Canada Est (aujourd'hui le boulevard Guillaume-Couture) à Lévis. Le 27 avril 1971, le CRTC autorise la vente de CFLS à Radio Etchemin Inc..
À l'automne 1976, CFLS est commanditaire du concert de Donna Summer au Colisée de Québec pour le 31 octobre et fait beaucoup de publicité. Quelques jours avant la date, le producteur Rubin Fogel tente d'annuler le concert. Sous les protestations du directeur général Pierre Picard et du directeur musical Guy Aubry, le concert est déplacé dans la salle Louis-Fréchette du Grand Théâtre de Québec, sans pré-avis raisonnable. Donna et ses musiciens ne font qu'une dizaine de chansons pour environ 45 minutes, puis quitte la scène en s'excusant d'être atteinte d'une laryngite. La station refuse le blâme.
En août 1977, CFLS change de fréquence pour le 920 kHz en augmentant la puissance à 1 000 watts, puis à 10 000 watts en 1982. En 1988, CFLS a déposé une demande auprès du CRTC pour convertir la station sur la bande FM à la fréquence 106,3 MHz avec une puissance de 54 350 watts. Fin juin, la demande est refusée. Malgré les investissements pour améliorer la qualité de réception de la station, CFLS éprouvait des problèmes d'interférence et une perte d'auditoire. Le 15 juillet 1988, CFLS a interrompu ses activités et mis 17 employés à la porte. Elle revient en ondes le 6 novembre dans un format « services ».
En 1989, la compagnie change de nom pour Entreprises Radio Etchemin Inc. et CFLS est relancée avec un format de musique country ainsi que de la musique folk en 1990. Le 9 septembre 1992, le CRTC approuve la conversion de CFLS sur la bande FM à la fréquence 102,9 MHz avec une puissance de 32 600 watts et en conservant leur format de musique country. La conversion s'effectuera en 1993.

### CFOM
En 1995, l'antenne est déplacée au mont Bélair et la puissance fut réduite à 5 315 watts. CFLS change ses lettres d'appel pour CFOM et diffuse de la musique rétro. La puissance fut réduite à 3 597 watts en 1996.
En 2001, Groupe Radio Astral inc. fait l'acquisition de Radio Etchemin inc. En 2002, la puissance fut augmentée à 16 800 watts.
Le 21 janvier 2005, le CRTC approuve l'échange de stations entre Astral et Corus Entertainment et CFOM-FM devient propriété de Corus Québec. À l'automne 2005, CFOM est relancé avec un nouveau logo, et un slogan Souvenirs Garantis.
Le 28 mars 2009, Corus abandonne le format FM Parlé de ses stations CHLT-FM à Sherbrooke, CJRC-FM à Gatineau, CHLN-FM à Trois-Rivières et CKRS-FM à Saguenay et les intègre au format Souvenirs Garantis.
Le 30 avril 2010, Cogeco annonce l'achat des stations de Corus Québec pour 80$ millions, transaction qui fut approuvée par le CRTC le 17 décembre 2010. Cogeco a pris le contrôle de CFOM-FM ainsi que des stations de radio de Corus Québec le 1er février 2011.
Le 13 septembre 2012, la station dévoile un nouveau logo et slogan, mettant fin à la marque Souvenirs garantis. Le 102,9 Québec, « la trame sonore de votre vie », devient l'image de marque de CFOM.
Le lundi 25 août 2014, à 10 h 6, la station devient M-FM 102.9, une conception signée Gilles Parent et la puissance fut augmentée à 32 800 watts[pertinence contestée].
En juin 2016, sous la direction de Bernard Laberge, la station opère un changement musical[réf. nécessaire]. 
À l'automne 2019, M-FM 102.9 devient le nouveau M 102.9. La station diffuse la musique populaire des années 1980 à aujourd’hui. 
Le 1er juin 2021, Cogeco Média annonce que le M 102.9 deviendra une station du réseau Rythme FM à partir de la rentrée 2021. Ce changement est devenu effectif le 16 août de la même année, le jour de la rentrée radiophonique.

## Identité visuelle

Logo de 2009 à 2012
Logo de 2012 à 2014
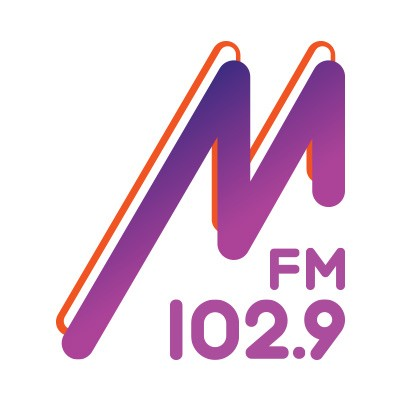
Logo de 2014 à 2016
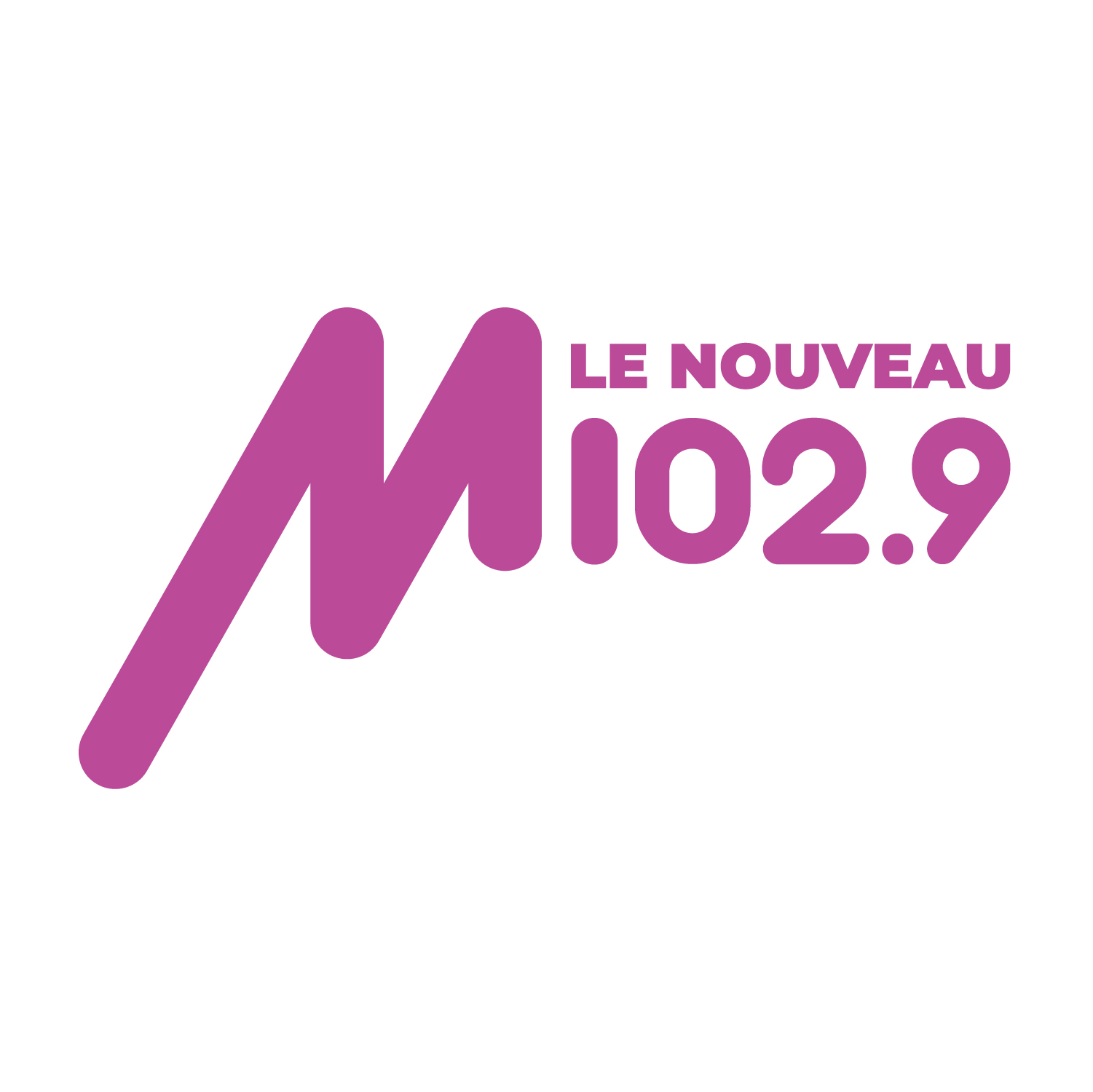
Logo de 2019 à 2021
Logo actuel